# Diocesi di Oppido Nuovo
La diocesi di Oppido Nuovo (in latino: Dioecesis Oppidonovensis) è una sede soppressa e sede titolare della Chiesa cattolica.

## Storia
Oppido Nuovo, identificabile con 'Ayn Defla nell'odierna Algeria, è un'antica sede episcopale della provincia romana della Mauritania Cesariense.
La scoperta di un'iscrizione con i nomi di alcuni martiri locali, sembra indicare l'esistenza di una comunità cristiana a Oppido Nuovo già all'inizio del IV secolo. Unico vescovo conosciuto di questa diocesi è Venanzio, il cui nome appare al 64º posto nella lista dei vescovi della Mauritania Cesariense convocati a Cartagine dal re vandalo Unerico nel 484; Venanzio era già deceduto in occasione della redazione di questa lista.
Dal 1933 Oppido Nuovo è annoverata tra le sedi vescovili titolari della Chiesa cattolica; l'attuale vescovo titolare è Peter Anthony Rosazza, già vescovo ausiliare di Hartford.

## Cronotassi

### Vescovi residenti
- Venanzio † (prima del 484)

### Vescovi titolari
- Silvio Maria Dário † (22 febbraio 1965 - 27 marzo 1968 nominato vescovo di Itapeva)
- Juan Bockwinckel, S.V.D. † (11 maggio 1968 - 3 novembre 1977 dimesso)
- Peter Anthony Rosazza, dal 28 febbraio 1978